# The Blue Marble

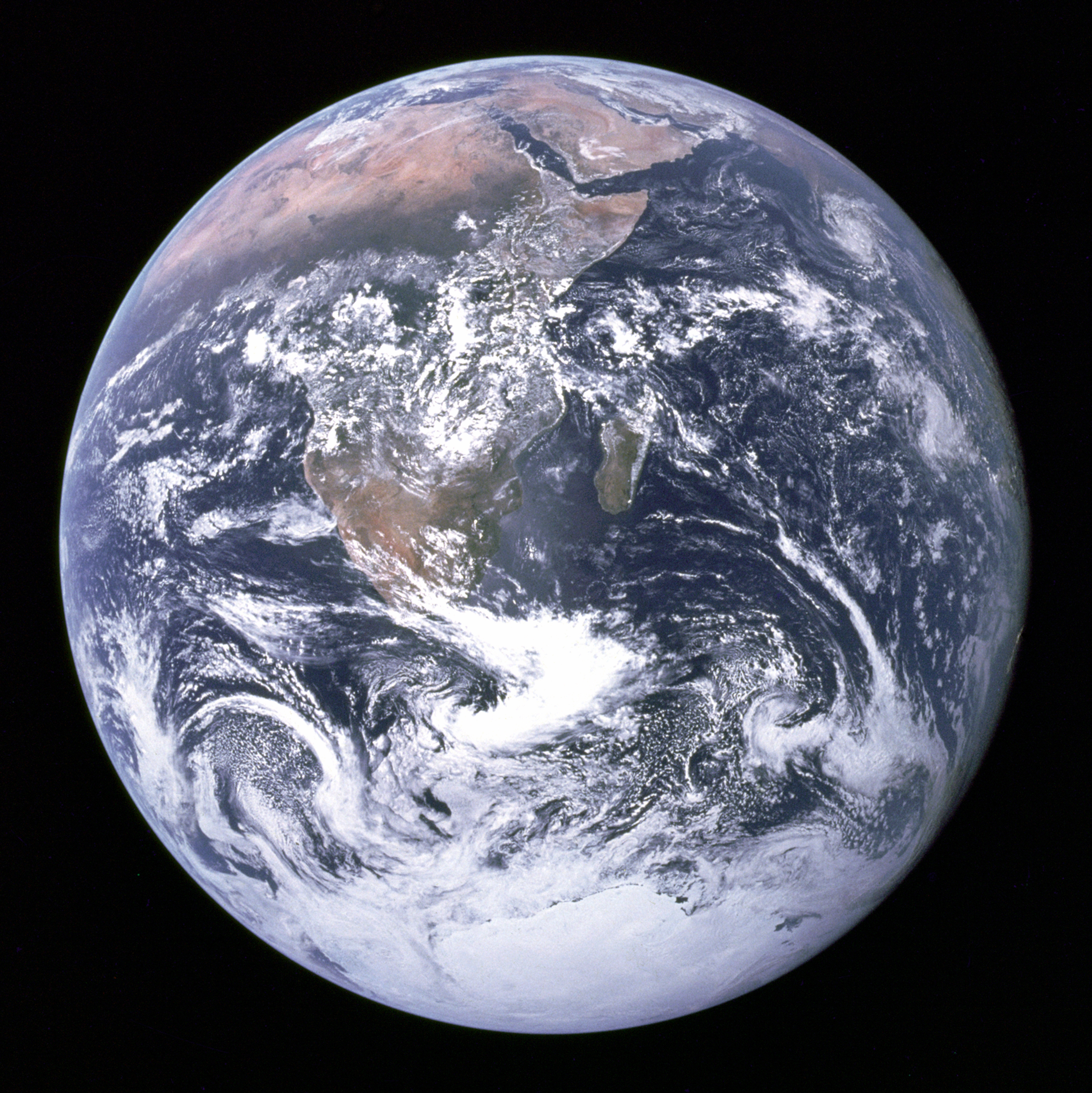
Mărgeaua albastră

The Blue Marble (română Mărgeaua albastră) este o faimoasă fotografie a Pământului realizată în 7 decembrie 1972 de către echipajul misiunii Apollo 17 de la o distanță de aproximativ 45 000 km de Terra. Imaginea este una dintre puținele în care planeta apare complet iluminată, dat fiind faptul că astronauții au avut în spate Soarele în momentul declanșării. Astronauților, aflați la 45 000 km depărtare, Pământul li s-a înfățișat de mărimea și culoarea unei mărgele albastre — de unde și numele. Fotografia a fost ulterior mărită și răspândită prin anii 1970 ca simbol pentru protecția mediului și păstrarea planetei albastre.